# Estany de l'Isla
Estany de l'Isla är en sjö i Andorra. Den ligger i parroquian Canillo, i den nordöstra delen av landet nära gränsen till Frankrike. Estany de l'Isla ligger 2 398 meter över havet.
Trakten runt Estany de l'Isla består i huvudsak av gräsmarker och kala bergstoppar.